# Aeroportul Sukkur
Aeroportul Sukkur (IATA: SKZ, ICAO: OPSK) este un aeroport din Pakistan ce deservește zona Sukkur⁠(d).
Situat la o altitudine de 60 m, aeroportul dispune de o singură pistă. Este operat de Pakistan Civil Aviation Authority⁠(d).